# Lista de rios da República Democrática do Congo
Esta é uma lista de rios da República Democrática do Congo. A lista está organizada por bacia, com os afluentes indentados sob o nome de cada rio principal.

Mapa dos principais rios e lagos da República Democrática do Congo.

## Drenagem para o oceano Atlântico
- Rio Chiloango
- Rio Congo
  - Rio M'pozo
  - Rio Inkisi (Rio Zadi)
  - Rio Ndjili
    - Rio Lukaya

  - Rio Lukunga
  - Rio Cassai (ou Kasai) (Rio Kwa)
    - Rio Fimi
      - Rio Lukenie
      - Rio Lokoro
      - Rio Lotoi

    - Rio Kwango
      - Rio Kwilu
        - Rio Inzia
        - Rio Kwenge
        - Rio Lutshima

      - Rio Wamba
        - Rio Bakali

    - Rio Kamtsha
    - Rio Luele
    - Rio Lubue
    - Rio Loange
      - Rio Lushiko

    - Rio Sankuru
      - Rio Lubudi
      - Rio Lubefu
      - Rio Lubi
        - Rio Fwa

      - Rio Mbuji-Mayi (Rio Bushimaie)
      - Rio Luilu
      - Rio Lubilash
      - Rio Luenbeiver

    - Rio Lutshuadi
    - Rio Lulua
      - Rio Loebo

    - Rio Lovua
    - Rio Chicapa
    - Rio Luachimo
    - Rio Chiumbe
      - Rio Luia

    - Rio Lueta (Rio Kaongeshi)

  - Rio Ubangi
    - Rio Ngiri
    - Rio Lua
    - Rio Mbomou
      - Rio Bili

    - Rio Uele
      - Rio Bima
      - Rio Uere
      - Rio Bomokandi
      - Rio Duru
      - Rio Dungu
        - Rio Garamba

      - KRio ibali
        - Rio Nzoro

  - Rio Ruki
    - Rio Momboyo
      - Rio Lokolo
      - Rio Luilaka
      - Rio Loile

    - Rio Busira
      - Rio Salonga
        - Rio Yenge

      - Rio Lomela
        - Rio Tshuapa

  - Rio Ikelemba
  - Rio Lulonga
    - Rio Lopori
      - Rio Bolombo

    - Rio Maringa
      - Rio Lomako

  - Rio Mongala
    - Rio Ébola

  - Rio Itimbiri
    - Rio Tele
    - Rio Likati
    - Rio Rubi

  - Rio Aruwimi
    - Rio Lulu
    - Rio Nepoko
    - Rio Ituri
      - Rio Lenda

  - Rio Lomami
  - Rio Lindi
    - Rio Tshopo

  - Rio Maiko
  - Rio Lualaba (curso superior do rio Congo)
    - Rio Lowa
      - Rio Oso

    - Rio Ulindi
      - Rio Lugulu

    - Rio Elila
    - Rio Luama
    - Rio Lukuga
      - Rio Luizi
      - Lago Tanganica
        - Rio Ruzizi
        - Rio Mulobozi

    - Rio Luvidjo
    - Rio Luvua
      - Rio Lukushi
      - Rio Luapula

    - Rio Lufira
    - Rio Lubudi

## Drenagem para o Mar Mediterrâneo
- Nilo
  - Nilo Branco
    - Lago Alberto
      - Rio Semliki
        - Rio Rutshuru
        - Rio Ishasha (via Lago Eduardo)